# Anna, niewiasta niepłodna

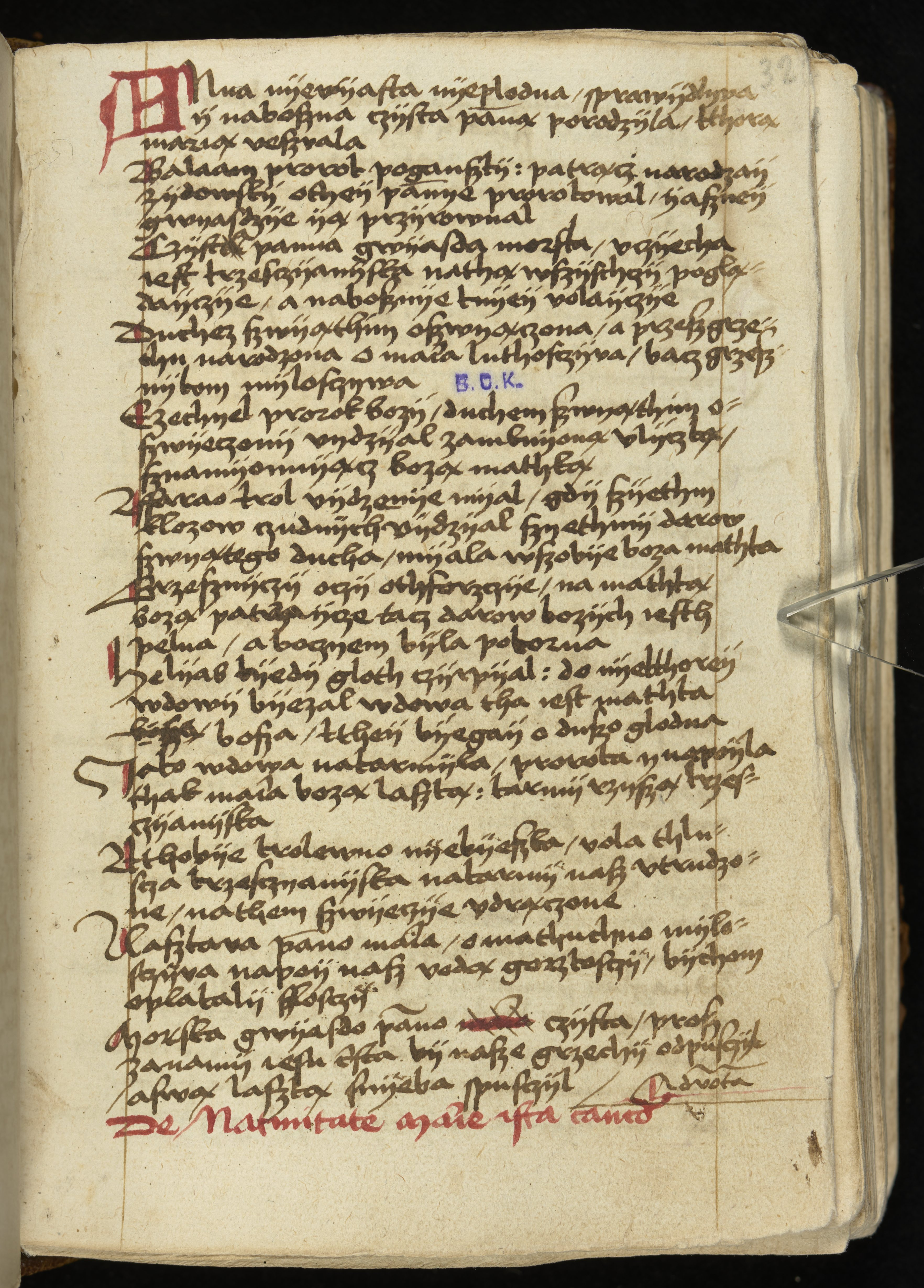
Początek oryginalnego zapisu utworu

Anna, niewiasta niepłodna – polska średniowieczna pieśń Władysława z Gielniowa.
Pieśń nie ma oryginalnego tytułu – określana jest incipitem „Anna, niewiasta niepłodna”. Występuje również pod łacińskim określeniem De nativitate Marie ista cancio, umieszczonym nad tekstem.
Utwór, mający formę abecedariusza, składa się z 23 strof pisanych prostym, dość regularnym ośmiozgłoskowcem o rymie parzystym AABB. Powstała na święto narodzenia Najświętszej Maryi Panny. Według ustaleń Wiesława Wydry autorem pieśni był Władysław z Gielniowa, zaś utwór powstał pod koniec XV wieku (prawdopodobnie po 1488, a przed 1505). Mógł też stanowić inspirację podobnej pieśni Anna święta i nabożna.
Mimo początkowego wezwania do św. Anny (strofy 1 i 2) pieśń jest modlitwą do Maryi, określanej przenośniami (m.in. gwiazda morska, studnia rajska, gołębiczka Boża). Maryja, urodzona bez grzechu, ukazana jest jako ta, do której uciekają się w pokorze grzesznicy, prosząc o wstawiennictwo u Jezusa Chrystusa, pocieszenie, obronę przed złymi duchami, pomoc w uzyskaniu zbawienia.
Oryginalny utwór zapisany jest na karcie 322 kodeksu określanego jako Miscellanea theologica (sygn. Rps 8085 II), przechowywanego w Bibliotece Narodowej w Warszawie.